# Valentin Mihăilă
Valentin Mihăilă (n. 2 februarie 2000, Ploiești, România) este un fotbalist român, care joacă pe post de atacant la Rizespor în Süper Lig. Pe plan internațional, are prezențe la națională pentru România Sub-19, România Sub-21 și România.